# マティアス・ディタス
マティアス・ディタス（Matías Dittus、1993年7月16日 - ）は、CAサルラに所属するラグビーユニオン選手。

## プロフィール
- チリ出身[1]。
- ポジションはプロップ(PR)。
- 身長 182cm、体重 118kg
- チリ代表キャップは30（2024年12月現在）でラグビーワールドカップ2023のチリ代表に選ばれた[2]。

## 略歴
CSウニベルシダ・カトリーナ、セルクナム、CAぺリジューを経て、2020年、CAサルラに加入。